# Hipposideros coxi
Hipposideros coxi là một loài động vật có vú trong họ Dơi nếp mũi, bộ Dơi. Loài này được Shelford mô tả năm 1901.